# Куранахское ильменит-титаномагнетитовое месторождение
Куранахское ильменит-титаномагнетитовое месторождение — месторождение полиметаллических руд (железо, титан, ванадий, скандий), расположенное в России (Тындинский район Амурской области). Входит в состав т. н. Куранахского рудного узла (вместе с Чинейским месторождением и месторождением Большой Сейим). Месторождение связано с железнодорожной станцией Олёкма (БАМ) грунтовой автодорогой (протяжённостью 42 км) и железнодорожной веткой.
Месторождение образовано несколькими субпараллельными рудными телами (линзо- и жилообразной формы), протяжённостью более 1200 м и мощностью 11,5-13,2 м. Руды месторождения легкообогатимы и позволяют получать ильменитовый концентрат высокого качества.
Оценочные запасы руд (представленных, в первую очередь, ильменитом и титаномагнетитом) — 22-23 млн т (со средним содержанием TiO2 9,6 %, Fe (суммарно) — 39 %).

## Олёкминский ГОК
Месторождение находится в промышленной эксплуатации с 2008 года и разрабатывается открытым способом. На месторождении расположены: 2 карьера, дробильно-сортировочный комплекс, обогатительная фабрика, железнодорожный погрузочно-разгрузочный узел, жилой комплекс для рабочих и обслуживающего персонала, а также сопутствующая инфраструктура. Энергоснабжение осуществляется от ЛЭП-220 кВ Юктали — Хани.
На месторождении добываются и перерабатываются:
1) титаномагнетит с содержанием железа не ниже 61,5 % и большим — до 1 % — содержанием ванадия (в пересчёте на V2O5);
2) ильменит с содержанием титана 48-50 % (в пересчёте на TiO2).
С 2022 года месторождение (и вся существующая на нём инфраструктура для добычи и переработки руды) эксплуатируется АО «Байкало-Амурская горнорудная корпорация» С 2016 года месторождение не эксплуатировалось из-за банкротства предыдущего владельца. Основная продукция — железорудный и ильменитовый концентрат.